# Миллер, Брэндон
Брэндон Нодзаки Миллер, также известный под никнеймом RIAEvangelist (род. 18 октября 1984) — американский разработчик программного обеспечения и бывший мотогонщик.

## Биография

### Карьера мотогонщика
Миллер был первым, кто разогнался до 100 миль в час на 150-килограммовом электрическом мотоцикле. По состоянию на 2012 год, он являлся рекордсменом FIM/AMA по наземной скорости для электрического мотоцикла весом 150 кг на милю, 101,652 мили в час, и на километр, 102,281 миля в час. Он установил свои рекорды на гоночной трассе Bonneville Speedway в Юте.

### Инцидент с вредоносным ПО в марте 2022 г. (peacenotwar)
В марте 2022 года Миллер выпустил версию пакета node-ipc в знак протеста против вторжения России на Украину, содержавшую вредоносный код. Вредоносный код записывал файл с именем «WITH-LOVE-FROM-AMERICA.txt», содержавший сообщение против вторжения, на рабочий стол затронутых компьютеров. Кроме того, на компьютерах с белорусскими и российскими IP-адресами код перезаписывал все файлы в системе смайликом в виде сердца. Позже, когда его вредоносная деятельность была раскрыта сообществом разработчиков, Миллер попытался отмотать всё назад и опровергнуть предположения о том, что данный код является вредоносным, однако, к тому времени была уже собрана достаточная доказательная база, однозначно свидетельствующая о разрушительном действии его кода. На данный момент все пакеты Миллера считаются потенциально опасными и более не используются другими разработчиками. Были сделаны форки заведомо безопасных версий и вся разработка далее основывается на них.